# Pseudoeurycea papenfussi
Espèce
Statut de conservation UICN

 EN  : En danger
Pseudoeurycea papenfussi est une espèce d'urodèles de la famille des Plethodontidae.

## Répartition
Cette espèce est endémique de l'État d'Oaxaca au Mexique. Elle se rencontre de 2 800 à 2 900 m d'altitude dans la Sierra Juárez.

## Description
Pseudoeurycea papenfussi mesure de 70 à 85 mm pour les mâles et de 72 à 89 mm pour les femelles.

## Étymologie
Cette espèce est nommée en l'honneur de Theodore Johnstone Papenfuss.

## Publication originale
- Parra-Olea, García-París, Hanken & Wake, 2005 : Two new species of Pseudoeurycea (Caudata: Plethodontidae) from the mountains of northern Oaxaca, Mexico. Copeia, vol. 2005, no 3, p. 461-469 (texte intégral).